# Rivula pusilla
Rivula pusilla là một loài bướm đêm trong họ Erebidae.